# Кастиљоне Фалето
Кастиљоне Фалето (итал. Castiglione Falletto) је насеље у Италији у округу Кунео, региону Пијемонт.
Према процени из 2011. у насељу је живело 228 становника. Насеље се налази на надморској висини од 337 м.

## Становништво
| 1936. | 1951. | 1961. | 1971. | 1981. | 1991. | 2001. | 2011. |
| ----- | ----- | ----- | ----- | ----- | ----- | ----- | ----- |
| 600   | 555   | 513   | 535   | 514   | 515   | 632   | 708   |